# 64で発見!!たまごっち みんなでたまごっちワールド
『64で発見!!たまごっち みんなでたまごっちワールド』（ロクヨンではっけん たまごっち みんなでたまごっちワールド）は、1997年12月19日にバンダイからNINTENDO 64で発売されたパーティーゲームソフトである。バンダイのNINTENDO64参入第1弾ソフトであり、たまごっち唯一の64ソフトである。新しく『熟たまごっち』が登場した。たまごっちは人語を話せず、「ピー」という鳴き声や表情、効果音で意思を伝えている。
原作ではたまごっちは地球の空気が有毒なので地球ではたまごっちHOUSEを介さないと暮らせなかったり、たまごっちは地球上では電子のような存在になる為、HOUSEに入らないと人間に姿が見えず声も聞こえない状態になるが、本作では研究所の外に出ても熟たまごっちが実体化していたり、たまごっちは鶏卵と同じ位の大きさなのに人間より少し小さいサイズで描かれていたりと、原作の設定がオミット、変更されている。

## 遊び方

### 開始前のゲーム設定
コントローラーパックに保存しているユーザーたまごを使用する場合は、事前にコントローラーに接続しておく。
最初に何人で遊ぶかを決める。必ず4人が参加し、足りない分はコンピューターが操作する。
プレイヤーが各コントローラーを使って操作する『それぞれモード』と、1Pのコントローラーを順番に回して進行する『1コンモード』を選択できる。操作人数に対してコントローラーが足りない場合、『それぞれモード』は選択できない。
コントローラーの認識はゲームの電源を入れた瞬間にだけ機能し、途中でコントローラーを増やしても『それぞれモード』を選ぶことはできない。
コンピューターが参加する場合、アダルトっちを選択する。選んだたまごっちによって、コンピューターの育成方針が異なっていく。
旧『たまごっち』のたまごか『新種発見!!たまごっち』のたまごのどちらかを選択する。また、条件を満たしてゲームをクリアした時にもらえる『ユーザーたまご』を使うこともできる。コンピューターは直前に決めたアダルトっちのたまごを選ぶ。
各たまごっちの名前を決める。コンピューター操作のところはあらかじめ入力されているが、変更も可能。その後、サイコロを投げる順番が決定される。
最終確認で、ルール説明を見るか見ないかを選び、ゲームスタート。

### ゲームの目的
ゲームはすごろく形式で進行していく。自分のターンになったら、サイコロを振って出た目だけマップを進む。カードを手に入れた場合はそれを使ったり、全体マップを見ることもできる。
サイコロを振って進んだり、カードを使用した後は、自分のたまごっちの『お世話』ができる（後述）。
時折、たまごっちが病気になることがある。病気になるとサイコロが青くなり、目が1～3に制限される。治療コマンドで治せる（進化時にも強制的に治る）が、治さずにいると、1ターンごと（病気状態で2回目以降のターンを迎えたとき）に症状の重さによって変身パワーが減らされ、次第に病気のサインを示すドクロが赤黒く大きくなり、そして最後は死んでおばけっちになってしまった場合は失格扱いとなり（このため、ミニゲーム以外の操作はできなくなる）、プレイヤー操作のたまごっちが全員死んでしまうとその時点でゲームオーバーとなる（なお、おばけっちはおまけモードの図鑑にも登録される）。
止まったマスの効果やお世話の効果により“変身パワー”が加算または減算されていき、ゲージが満タンになるとたまごっちが『進化』する（進化後に変身パワーが減っても進化前に戻ることはない）。お世話の仕方によって、どのたまごっちに進化するか分岐していく。
ベビっち期→こどもっち期→アダルトっちの順に進化していき、最初にアダルトっちのときに変身パワーを満タンにした人の優勝となる。

## お世話の内容
自分のターンに1回だけ、たまごっちのお世話ができる。ただし、お世話をするときに“お世話エネルギー”を消費する（NINTENDO64にちなんで64からスタート。駒となっているゲームハードのたまごっちの画面に表示される）。補給できるポイントは少ないので、エネルギーを切らさないよう注意する必要がある。また、複数のプレイヤーが同じマスに止まっている、または隣接していると、横取りが発生することがある。ただしゲームは相手から横取りされても、そのまま自分のコマンドで操作でき、種類と運によってはわざと負かすことができる。（）内の数字は消費するお世話エネルギーを示す。
食事（各種3）
ご飯･肉･野菜のいずれかを与える（実際はどれを選んでも同じ）とたまごっちの“おなか”“変身パワー(+2)”が、お菓子（キャンディ、ケーキ（たまにドーナツ））を与えると“ごきげん”が上がる。ただし、お菓子は変身パワーはもらえず、病気になりやすくなる。
ゲーム（2）
たまごっちとゲームをする。ゲームはランダムで決定（いずれも2択式のゲーム）され、成功すると“ごきげん”と“変身パワー(+2)”が上がる。失敗してもゲージが減ることはない。
トイレ（3）
たまごっちは時折うんちをすることがあり、たまると病気になりやすくなる（最大8つまで）。このコマンドでは、たまったうんちを一気に流すことができる。
治療（注射…8　薬…2）
病気を治す際のコマンド。注射と薬の2種類があり、注射は消費が大きいが早く治り、薬は消費を抑えられるが何ターンか与えないと治りにくい。後者は基本2回で病気状態1段階回復だが、運がよければ1回で済む。1度薬を与えると、次に薬を与えるまで効果が継続されるので、1度薬を与え、次に注射で完治し、次に病気になった際には1回薬を与えるだけで治すことができる。
しつけ（3）
こどもっち期以降、たまごっちがプレイヤーのコマンドに反抗することがある（その場合、お世話エネルギーは減らない）。その際このコマンドで叱ることができる。しつけゲージが溜まるとわがままを言わなくなる。反抗していないのに（ただし、お腹いっぱいなのにご飯をあげたり、病気でないのに治療コマンドを選んだり、うんちがないのにトイレコマンドを選んだ場合は無条件で反抗する）このコマンドをするとごきげんが減る。
キャンセル
何もしない。

## マス
サイコロを振って止まったマスによって、さまざまなイベントが発生する。
GO
ゲームのスタート地点。1周して戻ってくると、変身パワーと進んだ歩数に応じてお世話エネルギーを補給できる。通過しても同様の効果がある。
変身P+（プラス）
変身パワーが2ポイント増える。おなか・ごきげんのどちらかが満タンだと4ポイント、両方とも満タンだと6ポイント増える。
変身P-（マイナス）
変身パワーが2ポイント減る。おなか・ごきげんのどちらかが0だと4ポイント、両方とも0だと6ポイント減る。
カード
カードがランダムで1枚もらえる。カードは1人につき3枚まで持てる。4枚以降は持っているカード1枚を捨てなくてはいけない。
ゴールド（シルバー）ごはん･あそび
止まったそのターンに限り、対応するお世話をすると、通常より効果が増大する（シルバーでは2倍、ゴールドでは3倍）。
みんなでゲーム
他のプレイヤーとのミニゲーム勝負になる。勝者は変身パワー（5ポイントもらえるが、勝者が二人以上の場合は変身パワー5を小数点以下切り捨てで山分け）とごきげんが上がり、敗者はごきげんが下がる。勝敗に関係なくおなかが減る。
アクシデント
分岐の出入り口とGOマス付近の3箇所に存在。たまごっちめがけて、たらいなどの障害物が落ちてくる。避けられるかどうかで変身パワーが5ポイント増減する。避けられないとごきげんが2減ってしまう。ボタンを連打したりアダルトっちが当たってしまうことがよくある。
フィットネス
ミニゲーム｢フィットネスGO!GO!｣に挑む（後述）。クリアしたレベルに応じて、ごきげんとお世話エネルギーが上がり、おなかが減る。また、病気になりにくくなる。
れいぞうこっち
おなかが満タンになる。ただしへんしんパワーはもらえない。
エステ
ごきげんが満タンになる。れいぞうこっち同様変身パワーはもらえない。
PHS
他のプレイヤーを自分と同じマスに呼び寄せられる（そのため、お世話した場合は横取りされる危険もある）。その際、ごきげんが1上がる。
カジノ
お世話エネルギーをベットし、スロットに挑む。絵柄がそろうと変身パワーが上がる（そろえた絵柄によって変動）。ただし、そのターンはたまごっちのお世話ができなくなる。カジノコースとGOマス付近の1マスしか存在しないが、後述のカジノカードを持っていれば、いつでも挑戦できる。
お昼寝
止まった次のターンは休みになるが、眠ることで病気になりにくくなる。
ホラー
3つの扉の中から1つを選択する。選んだ部屋によって、さまざまな効果が現れる。
- おばけ - キャラクターによってごきげんの増減が変わる。くちたまっち系列はごきげんが上がり、たまっち系・ベビーっち期・こどもっち期はごきげんが減り、一部のアダルトっちは何も効果がない。
- レストラン - おなかが満タンになる。
- トイレ - うんちを全て流せる。
- 病院（病気の時のみ） - 病気が治る。

福引き
福引きに挑む。当たった等級ごとに特定のマスへ強制的に移動する。二～四等賞の場合、どこの対応するマスに行くかはプレイヤーが決める。
- 一等賞（赤） - GO
- 二等賞（黄） - みんなでゲーム
- 三等賞（緑） - カジノ
- 四等賞（青） - エステ
- 残念賞（黒） - お昼寝

ミカチューショップ
お世話エネルギーを消費し、おなかを一時的に増やし続けるアイテムを購入できる。病気になっていると利用できない。
ばんぞーショップ
お世話エネルギーを消費し、ごきげんを一時的に増やし続けるアイテムを購入できる。病気になっていると利用できない。
ミステリー
ボタンを押して変化を止めるとGO・PHS以外のどれかのマスになる。

## カード
カードマスに止まると、ランダムでもらえる。サイコロを振る代わりにカードを使うことができる。枚数が3枚を超えない限り、捨てることができない。所持数は最大3枚。尚、3枚以上超えるとカードをどれか1枚捨てる。
サイコロ3　サイコロ4
サイコロを3個、もしくは4個を一回に振ることができる。病気状態でも青サイコロにならないメリットもある。
123456
サイコロを振らずに好きな数字を出して進める。分かれ道と違って進んだ先のマスの内容は表示されないので、カードを使用する前にマップを確かめること。
GO
GOマスに移動する。丁度GOマスに止まってこのカードを使用すると一歩も進んでいないためおせわエネルギーは増えない。
ふっとばし
選んだプレイヤーをランダムの位置に飛ばす。自分も選べる。
ばしょかえ
自分と選んだプレイヤーの駒の位置を入れ替える。入れ替えた後は止まったマスのイベントを受ける。
逆回転
進行方向を逆にしてしまう。
おなか満タン
おなかメーターを満タンにする。
ごきげん満タン
ごきげんメーターを満タンにする。
カジノ
その場でカジノに挑戦できる。ルールはカジノマスと同じだが、必ず7の図柄が揃う。
がっかり
おなか・ごきげんともにゼロ、うんちが8個になる、病気になる、のどれか2つを選んだプレイヤーに押しつける。この状態になると、自分のターンのナレーションのセリフが「がっかりなことになっている○P　○○っちのばんです」に変わる。
おひるね
選んだプレイヤーをその場で1回休みにする。
変身Pくれ
選んだプレイヤーから変身パワーを5ポイント奪う。
もっとPくれ
選んだプレイヤーから変身パワーを10ポイント奪う。
おせわくれ
選んだプレイヤーからお世話エネルギーを10ポイント奪う。
うんちひろう
唯一の強制使用カード。自分を含めたプレイヤーの誰かがうんちを持っていると、ターンを消費してプレイヤー全員のうんちを回収しに行ってしまう上にお世話も出来ない。他のプレイヤーにうんちがないうちに捨てるべきだが、手持ちのカードがこれ以上持ちきれず、新しくカードを手に入れた場合を除いてカードは捨てることはできない。そのためカードが持ちきれなくなる前、序盤・中盤で手に入れてしまった場合はどうしようもない場面もある。

## ミニゲーム
ゲーム中「みんなでゲーム」マスに止まると、ミニゲームが発生する。ミニゲームはルーレットから選ばれるが、ある程度目押しは効く。コントローラー設定を『1コンモード』にした場合は、一部のミニゲームのみ遊ぶことができる（☆印で表示）。「おまけ」から選んで遊ぶこともできる（ただしコンピューターを参加させることはできない）。
パネルでBANG!
16マスのパネルの中から、指定されたパネルを選びAボタンで打ち抜くゲーム。全5回行い、最も得点が多かった人の勝利。3点取った場合はその時点で決着となる。
あっちココっちたまタッチ!
たまごっちがコントローラー上を動き回り、動きが止まったときに自分のたまごっちのいるボタンを押す。素早く押すほど高得点が得られる。全10回行い、最も得点の高かった人の勝利（使用ボタンは、十字キー・Aボタン・Bボタン・Cボタンユニット）。
勝負!ふうせん居合い割り!（☆）
合図と同時にボタンを押して風船を割る、反射神経を競うゲーム。全5回行い、最も得点が高かった人の勝利。3点取った場合はその時点で決着となる。
それぞれモードではAボタンを、1コンモードではプレイヤーごとに割り振られたボタンを使用する（1P：スタートボタン 2P：Aボタン 3P：Bボタン 4P：Cボタンユニットのどれか）。
ビリビリいやっちビリもイヤ!（☆）
壁に電流が流れている通路で、スティックでたまごっちを操作しゴールを目指す。壁に触れるとスタート地点に戻されてしまう。
それぞれモードでは全員同時にスタートし、時間内にゴールした回数が最も多い人の勝利。1コンモードでは1人ずつ順番にプレイし、ゴールまでの時間が最も短い人の勝利。
UFOキャっち!
スティックで手を動かし、画面上を飛び回るUFOをAボタンで捕まえる。動きが速いUFOほど高得点。時間切れになった時点で最も得点が高かった人の勝利。
ねらってポン!
たまごっちをスティックか十字キーで操作し、Aボタンでジャンプ、Bボタンで弾を撃つ。画面上を飛ぶお皿を撃つと+1点、爆弾を撃つと-1点、時折出てくる謎のキャラクターを打つと+3点。時間切れになった時点で最も得点が高かった人の勝利。
落ちもんゲットだぜ!
たまごっちをスティックで操作、Aボタンでジャンプし、出てくるアイテムを集めていく。各種アイテムを取ると+1点、うんちを取ると-1点、ごはんを取ると+1点だがしばらく操作ができなくなる。時間切れになった時点で最も得点が高かった人の勝利。
ドリルでGO!（☆）
スティックをぐりぐり回し、ドリルで穴を掘っていく。
それぞれモードでは全員同時にスタートし、一番先に画面下の地下水まで辿り着けば、得点を得られる。全5回行い、最も得点が高かった人の勝利。3点取った場合はその時点で決着となる。1コンモードでは1人ずつ順番にプレイし、地下水まで辿り着くまでの時間が一番短かった人の勝利。
ポイポイうんちくん!
スティックか十字キーで狙いを定め、Aボタンで相手にうんちを投げつけて攻撃。投げつけられたうんちは、うんちをぶつけることで相殺できる。時間切れになったとき、相手から受けたうんちの数が最も少ない人の勝利。
ひっぱればあっぱれ!（☆）
ゲージがたまったときにタイミングよくボタンを押し、ロープに繋がれているものを引き寄せていく。一番先にゴールラインまで辿り着いた人の勝利。
それぞれモードではAボタンを、1コンモードではプレイヤーごとに割り振られたボタンを使用する（1P：スタートボタン 2P：Aボタン 3P：Bボタン 4P：Cボタンユニットのどれか）。
フィットネスGO!GO!（ゲームマスでは1コンモードのみ）
ベルトコンベアーに流されないよう、ボタンを連打して耐えるゲーム。時間が経つに連れてコンベアーの速度が速くなる。最大レベル5まで。フィットネスマスはAボタン、ゲームマスではプレイヤーごとに割り振られたボタンを使用する（1P：スタートボタン 2P：Aボタン 3P：Bボタン 4P：Cボタンユニットのどれか）。
フィットネスマスの場合は結果に応じてごきげんとお世話エネルギーが上がる。ゲームマスの場合は、最後まで耐えた人または最後まで生き残った人の勝利。

## 登場キャラ

### 地球人
- ばんぞー博士（声：岸野幸正）
- ミカチュー（声：鈴木真仁）

### たまごっち
- 旧たまごっち（ベビっち、まるっち、たまっち、くちたまっち、まめっち、ぎんじろっち、くちぱっち、ますくっち、たらこっち、にょろっち）
- 新種たまごっち（しろベビっち、とんまるっち、とんがりっち、はしたまっち、みみっち、ポチっち、はしぞーっち、ズキっち、たこっち、くさっち、にゃっち）

### 熟たまごっち
- 1位になったアダルトっちは、熟たまごっちへ進化を遂げる。ただしCPUが参加しており、CPUが1位の場合は熟たまごっちのイベントは発生しない。
- 全部で37種類存在するが、何になるかはランダム。中には『レア熟』なる、登場確率が非常に低い熟たまごっちも存在する。
- ゲーム終了後はプレイヤー操作のものに限り、優勝したたまごっちおよび一定以上の変身パワーを稼いだたまごっちのたまごを、『ユーザーたまご』としてカセットかコントローラーパックに保存することができる。ただし、保存せずに消しても構わない。
- 任天堂キャラクターのマリオとワリオをモデルにした熟たまごっちが登場する。しかし出現させることは非常に困難である。
- 熟たまごっちはおやじっち、せきとりっち、チャリっち以外は全員オリジナルキャラクターで、ゲームスタッフがデザインしている。
- 熟たまごっちの形態で育成する事は出来ない。

#### 種類
- くりおねっち
- カッパっち
- フネっち
- はるかぜっち
- まほうつかいっち
- おかねもっち
- ホネっち
- ひろうっち
- ポケっち
- ケンタウロっち
- パタパタっち
- コギャルっち
- かぶりものっち
- ばくはつおやじっち
- かみなりおやじっち
- サンタおやじっち
- ヨーヨーアフロっち
- アフロおやじっち
- ふえふきっち
- ヤムチャっち
- フラダンスっち
- くさっちもどき
- マリオっち（レア熟）
- ワル男っち（レア熟）
- こづれおやじっち
- おもりおやじっち
- マイカーっち
- にんじゃっち
- つのっち
- とげっち
- スイカっち
- たこにゃっち
- ドロねこっち
- UFOっち
- おやじっち（原作キャラ）
- せきとりっち（原作キャラ）
- チャリっち（原作キャラ）

他

## その他
- BGM作曲はマユツバ（工藤ともり、CHiCO）、大槻”KALTA”英宣が手掛けている。
- サウンドトラック発売（Kitty）
- このゲームに用いられるBGMは、一部ゲーム中では全く使用されないものが存在する。オプションのトラックでもボタンを押しても何も入っていないBGMもある。使われなかったBGMはバラエティ番組等でよく使用されている。
- SEも同じくゲーム中では使用されなかったのも存在する。ミカチューとばんぞー博士も同様に使用されなかったボイスもありその中でホラーのばんぞー博士仕様のセリフや「ボードを選ぶ」と言ったセリフもあり、ゲーム中では一種類のマップだが開発段階では何種類かのマップがあったと思われる。
- おまけモードではゲームの設定やこれまでに進化した熟たまごっちとアルバムが見られるほか、あるコマンドを入力するとスタッフ一覧やゲーム中のミニゲームをいつでもプレイできるようになる。
- 発売当時、既にたまごっちのブームがピークを過ぎていたため売り上げは予想より低迷し、現在も何百円単位で新品が販売されていることがある。
- にゃっちは新種のポチっちの差し替えキャラなのでデフォルトの卵を選ぶと出現しないが、新種のたまごっちが産んだ卵をポチっちになるように育てると、ポチっちの代わりににゃっちに変身する。

## 攻略本
- 『64で発見!! たまごっち みんなでたまごっちワールド 熟たまごっちに会えるっち』（1997年12月1日発売、ISBN 4766928873）
- 『64で発見!! たまごっち みんなでたまごっちワールド ワンダーライフスペシャル』（1998年1月1日発売、小学館、ISBN 4091026133)
- 『64で発見!! たまごっち みんなでたまごっちワールド ひみつ百科』（1997年12月22日発売、小学館、ISBN 9784091026132）